# Dino Reisner

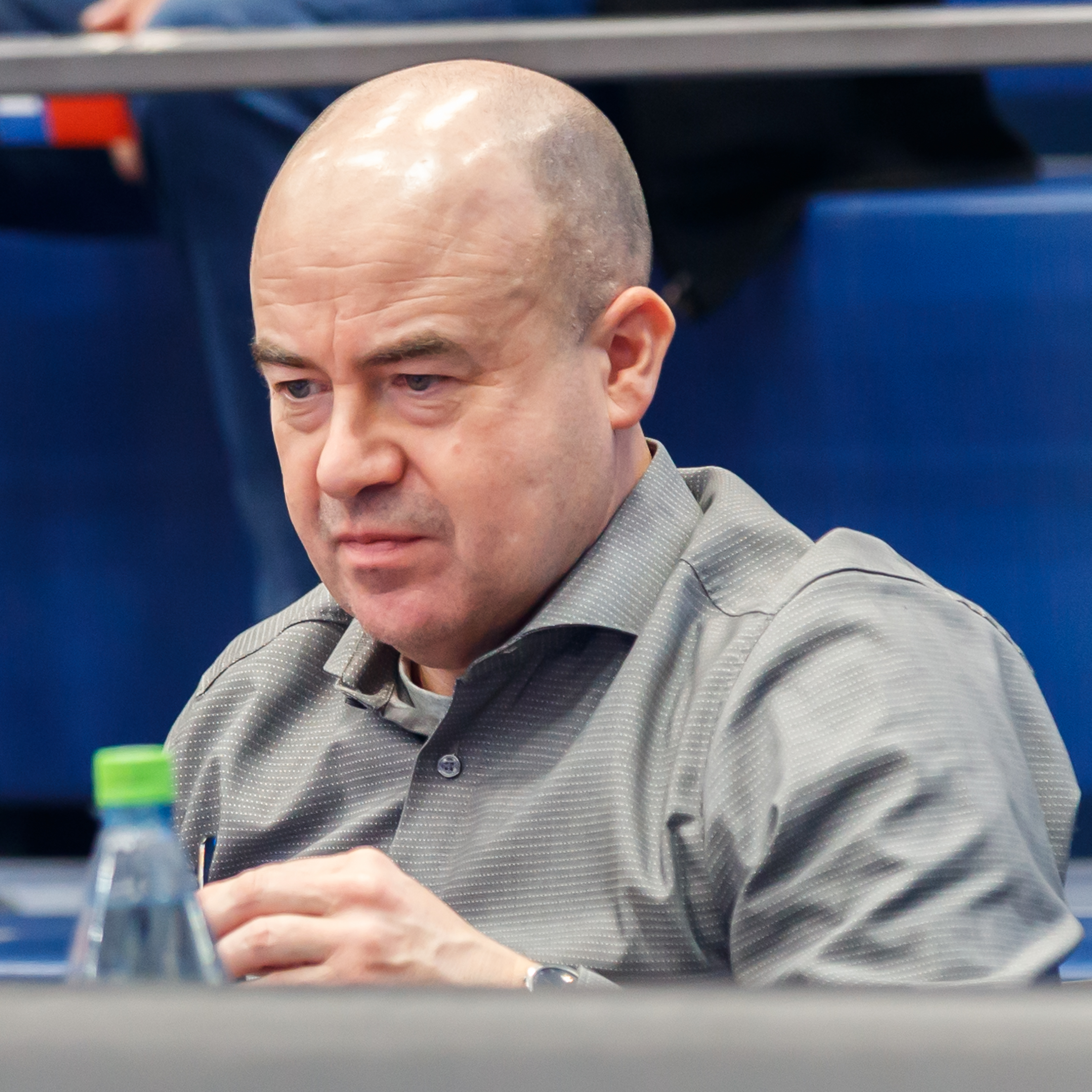
2023 beim MBC

Dino Reisner (* 1971 in Bayreuth) ist ein deutscher Buchautor und Journalist.
Er schrieb Biografien über den Basketballspieler Dirk Nowitzki und die Fußballer Michael Ballack und Pep Guardiola, die Chronik über 40 Jahre Basketball-Bundesliga und berichtete von 14 Eishockey-Weltmeisterschaften (1994 bis 2010), den Olympischen Winterspielen 2002 und 2006 sowie der Fußball-Weltmeisterschaft 2006.

## Leben
Aufgewachsen ist Reisner im oberfränkischen Bayreuth. Während seiner Schulzeit und des nachfolgenden Studiums in Bamberg und Berlin sammelte er erste journalistische Erfahrungen beim Nordbayerischen Kurier. Nach seinem Studium übernahm er die Sportredaktion der Regionalausgabe Bayern der Tageszeitung Die Welt in München. Anschließend machte er sich als Journalist und Buchautor selbstständig und arbeitete unter anderem für die Sportredaktionen von Bild, Deutsche Presse-Agentur (dpa), Nordbayerischer Kurier, Kicker-Sportmagazin, das Basketball-Fachportal eurobasket.com und den Fernsehsender Sky. Im September 2014 wechselte er als Leiter Kommunikation zum Basketball-Bundesligisten Mitteldeutscher BC, für den er bis 2016 arbeitete.

## Investigativer Journalismus im Eishockey
Im September 2003 deckte Reisner durch investigative Berichterstattung in der Tageszeitung Die Welt und dem Fachblatt Eishockey News den Schwindel um die Spielberechtigung der Freiburger Eishockey-Profis Peter Mares und Michael Vašíček auf. Der Klub hatte die beiden Tschechen bei Beantragung der Lizenzunterlagen für die Deutsche Eishockey Liga (DEL) nicht innerhalb des zwölf Spieler umfassenden Ausländerkontingentes gemeldet. Die DEL reagierte daraufhin und entzog beiden Profis die Spielberechtigung außerhalb des Ausländerkontingentes.

## Kontroverse um Eishockey-WM 2004
Nach der Eishockey-Weltmeisterschaft der Herren 2004 in Prag, bei der die deutsche Nationalmannschaft den neunten Rang belegte, sorgte Reisner für einen Eklat, als sich der damalige Bundestrainer Hans Zach von dessen Berichterstattung erheblich angegriffen fühlte und mit folgenden Worten seinen Rücktritt erklärte: „Ich habe es nicht nötig, mir von irgendwelchen Fachjournalisten vorwerfen zu lassen, dass mein System falsch oder meine Doppelfunktion als Bundestrainer und Trainer der Kölner Haie schädlich sei.“

## Publikationen
- 111 Gründe, Medi Bayreuth zu lieben: Eine Liebeserklärung an die großartigste Basketball-Stadt der Welt. Schwarzkopf & Schwarzkopf, Berlin 2019, ISBN 978-3862657704
- Dirk Nowitzki – vom Wunderkind zum Weltstar. teNeues Media, 2017, ISBN 978-3-96171-064-5.
- 25 Jahre Champions League: Die beste Liga der Welt. 2017, ISBN 978-3-613-50842-2.
- 100 x deutscher Fußball: Szenen – Spieler – Stadien. 2015, ISBN 978-3-613-50805-7
- Pep Guardiola: So geht moderner Fußball. München 2013, ISBN 978-3-86883-323-2.
- Dirk – Die Dirk-Nowitzki-Story. München 2010, ISBN 978-3-7679-1047-8.
- Michael Ballack: Die Story des Fußball-Superstars. Copress Sport, München 2005, ISBN 3-7679-0946-4.
- DFB-Pokal – Tore, Dramen, Sensationen aus 60 Jahren Spitzenfußball. Copress-Ed., München 2011, ISBN 978-3-7679-0917-5.
- Jogis Jungs – Deutschlands Fußball-Nationalspieler im Porträt. Copress Sport, München 2007, ISBN 978-3-7679-0959-5.
- Fußball-Bundesliga: Die besten Spieler: Mit allen aktuellen Top-Stars. München 2008, ISBN 978-3-7679-1030-0.
- 40 Jahre Basketball-Bundesliga. Sutton, Erfurt 2006, ISBN 3-86680-014-2.
- Basketball: kurios: Über den Bundesligaspieler, der als Hausmeister arbeitete. und die Meister-Mannschaft, die beim Friseur gegründet wurde, Bombus, München 2006, ISBN 3-936261-57-1.
- Dirk Nowitzki – German Wunderkind: Die Story des Basketball-Superstars. Copress Sport, München 2004, ISBN 3-7679-0872-7.
- Marco Sturm – The German Rocket: Die Story des Eishockey-Superstars. Copress Sport, München 2004, ISBN 3-7679-0879-4.
- Eishockey in München. Sutton, Erfurt 2007, ISBN 978-3-86680-107-3.
- Die Geschichte der Eishockey-WM. Kassel 1996, ISBN 3-928562-56-8.
- Handball verständlich gemacht: Regeln, Spielpraxis, Stars und Teams. Copress Sport, München 2007, ISBN 978-3-7679-0931-1.
- Bobsport: Die Formel 1 im Eiskanal. München 2007, ISBN 978-3-7679-1024-9.
- Handball – Die Welt eines faszinierenden Sports. München 2006, ISBN 3-7679-0955-3.
- Eiskunstlauf verständlich gemacht. München 2005, ISBN 3-7679-0926-X.
- Jahrbuch der Basketball-Bundesliga 1998/99. Bayreuth 1998